# 茂租镇
茂租镇，是中华人民共和国云南省昭通市巧家县下辖的一个镇。
2012年9月19日，云南省人民政府批复同意撤销茂租乡，设立茂租镇。

## 行政区划
茂租镇下辖以下地区：
茂租村、拖姑村、火山村、坪子村、白卡村、鹦哥村和油房村。